# Одеський науково-дослідний інститут зв'язку
Державне підприємство «Одеський науково-дослідний інститут зв'язку» (ДП «ОНДІЗ») — державна установа, підпорядкована Державній службі спеціального зв'язку та захисту інформації України, що займається науково-дослідною діяльністю в галузі зв'язку.
До складу ДП «ОНДІЗ» входять наступні підрозділи:
- Відділ метрологічного забезпечення
- Випробувальний центр техніки зв'язку
- Лабораторія електроживлення систем зв'язку
- Лабораторія цифрових систем передавання
- Інформаційно-аналітичний центр
- Лабораторія мереж зв'язку та систем комутації
- Орган сертифікації «УкрСЕРТЗВ'ЯЗОК»
- Центр IT-послуг

## Історія ОНДІЗ

### Радянський період

Налаштування лінійного тракту обладнання ИКМ-12М співробітником ОНДІЗ

На початку другої половини 1968 року при одеському заводі «Промзв'язок» створюється лабораторія Центрального науково-дослідного інституту зв'язку (ЦНДІЗ, Москва) для вповадження у виробництво та експлуатації сучасних цифрових систем передавання (ЦСП) для сільських мереж зв'язку. Керівником лабораторії було призначено Нікіфорова Миколу Прокоповича. Першу ЦСП ІКМ-12С було впроваджено у Білгород-Дністровському районі Одеської області, що полклало початок цифровизації сільських мереж електрозв'язку Радянського Союзу.
У 1970 році на базі лабораторії створюється Одеський відділ ЦНДІЗ (ОдВ ЦНДІЗ), який у період 1970-1972рр. разом з іншими підрозділами ЦНДІЗ займається впровадженням виробництва ЦСП нового покоління для сільських мереж ІКМ-12М на Борисоглібському приладобудівному заводі (Воронезька обл.) і Саратовському об'єднанні «Тантал». Безпосередньо відділ займається проведенням навчально-показових запусків обладнання, підготовкою експлуатаційного персоналу, проведенням семінарів з питань експлуатації цифрових систем передачі. В результаті було забезпечено введення в експлуатацію понад 10 000 систем передавання по всій території СРСР (в т.ч. понад 2000 ЦСП в УРСР).
В цей же період формуються інші напрямки науково-технічної діяльності ОдВ ЦНДІЗ: системі дослідження в області мереж сільського електрозв'язку, виконання дослідно-конструкторських розробок, дрібносерійне виробництво техніки зв'язку. Організація науково-технічної діяльності здійснювалась за схемою: «дослідження – розробка – впровадження у виробництво – впровадження в експлуатацію».
В 1973 р. Одеський відділ ЦНДІЗ переїжджає у власну будівлю по вул. Рози Люксембург (нині вул. Буніна), будинок 23, де він знаходиться і донині.
З 1976 року ОдВ ЦНДІЗ виконує функції Головної організації з метрологічного забезпечення галузі зв'язку Радянського Союзу. Діяльність інституту в цьому напрямку забезпечила створення юридичних, організаційних і нормативно-методичних основ системи метрологічного забезпечення Мінзв'язку СРСР.
У січні 1991 р. Одеський відділ ЦНДІЗ стає окремою науковою організацією «Одеський науково-дослідний інститут зв'язку» (ОНДІЗ). Першим директором ОНДІЗ стає Леонід Федорович Патоков, який очолював ОдВ ЦНДІЗ з 1980 р.

### Період незалежної України
З 1992 р. на ОНДІЗ покладено функції Головної організації з метрологічного забезпечення галузі зв'язку України.
В 1993 році відкривається новий науковий напрямок — інформаційне забезпечення галузі зв'язку, а в 1994 на базі існуючих підрозділів інституту організується Інформаційно-аналітичний центр Мінзв'язку України (ІАЦ).
В 1995 р. в ОНДІЗ створюється випробувальна лабораторія техніки зв'язку, яка акредитується на проведення сертифікаційних випробувань у Системі сертифікації УкрСЕПРО. З того часу лабораторією проведені сертифікаційні випробування великої кількості зразків вітчизняної і закордонної техніки зв'язку, яка впроваджувалась на телекомунікаційних мережах України.
У 2000 р. інститут очолив професор, д.т.н., Балашов Віталій Олександрович.

## Визначні досягнення
Серед найвизначніших розробок інституту, впроваджених у виробництво і експлуатацію: системи передавання ІКМ-12х3 «Зона», каналоутворююча апаратура ІКМ-12х11 власного виробництва, ІКМ-15/30 (спільна розробка з ЦНДІЗ), ряд засобів вимірювальної техніки, в т.ч. вимірювачі параметрів кабельних ліній ІПКЛ-15/30, ІПКЛ-5 та ін.; перша в Україні волоконно-оптична система передавання для сільських мереж ВОСП-30/120; спільно з ВАТ «Одесакабель» волоконно-оптичні кабелі ОКСБ і ОКСП. Також ОНДІЗ брав участь як системний розробник у створенні цифрової системи комутації ЄС-11 та ін.
В області системних досліджень інститутом розроблено низку концептуальних документів з побудови і розвитку сільських мереж електрозв'язку, велику кількість нормативно-методичних документів з експлуатації і ремонтові цифрових систем передачі тощо.
Науковими підрозділами інституту розроблено близько 500 нормативно-методичних документів в області метрологічного забезпечення галузі зв'язку України. Розроблено і видано масовим тиражем 38 збірників методичних вказівок з організації метрологічного забезпечення, перевірки і ремонту засобів вимірювальної техніки.
З 1994 року для Адміністрації зв'язку України, підприємств і організацій галузі Інформаційно-аналітичним центром Мінзв'язку України (ІАЦ) при ОНДІЗ виконано понад 100 інформаційно-аналітичних робіт з ключових питань розвитку електрозв'язку, розроблено ряд словників по термінології в області електрозв'язку, у тому числі, перший в Україні тлумачний словник термінів з електрозв'язку, створено ряд інформаційних баз даних, доступ до яких забезпечується через мережу Інтернет. З 1996 р. ІАЦ активно співпрацює з Міжнародним Союзом Електрозв'язку (МСЕ) в області перекладу з англійської нормативно-технічних документів цієї організації.

## Сучасна діяльність
Основні напрямки діяльості:
- інформаційне забезпечення галузі зв'язку України;
- метрологічне забезпечення галузі;
- науково-дослідна діяльність в напрямку побудови мереж зв'язку, технологій широкосмугового доступу та електроживлення систем електрозв'язку;
- сертифікація техніки зв'язку.

ОНДІЗ тісно співпрацює з вітчизняними виробниками техніки зв'язку, такими, як Дніпровський машинобудівельний завод (м. Дніпропетровськ), ПО «Моноліт» (Харків), приладобудівельний завод «Телекарт» (Одеса), «Луганські акумулятори», «Київський завод електронного машинобудування і зв'язку« та ін.
В області метрологічного забещпечення на базі інституту діє орган з акредитації вимірювальних і калібрувальних лабораторій, а також сектор з перевірки засобів вимірювальної техніки. Створюються і розроблюються спеціалізовані засоби метрологічної атестації пристроїв, що використовуються при розрахунку з абонентами за користування телекомунікаційними послугами.
Сьогодні інститут розширює область наукових досліджень, зокрема, в області забезпечення і розвитку доступу населення до телекомунікаційних послуг, створення нормативно-методичної бази в області широкосмугового доступу на базі технології xDSL, розвитку мереж електрозв'язку на базі технологій NGN та ін.